# وینسنت پاستوره
وینسنت پاستوره (انگلیسی: Vincent Pastore؛ زادهٔ ۱۴ ژوئیهٔ ۱۹۴۶) یک تهیه‌کننده، بازیگر سینما، و هنرپیشه اهل ایالات متحده آمریکا است. وی از سال ۱۹۸۸ میلادی تاکنون مشغول فعالیت بوده‌است.

## گزیده فیلمشناسی
از فیلم‌ها یا برنامه‌های تلویزیونی که وی در آن نقش داشته‌است می‌توان به آثار زیر اشاره کرد.
- رفقای خوب (۱۹۹۰)
- راه کارلیتو (۱۹۹۰)
- چه کسی را باید بکشم (۱۹۹۴)
- گوتی (فیلم ۱۹۹۶) (۱۹۹۶)
- پیاده‌روی و صحبت کردن (۱۹۹۶)
- مافیا! (۱۹۹۸)
- میکی زاغه (۱۹۹۹)
- توفان (فیلم ۱۹۹۹) (۱۹۹۹)
- شیطان وحشی (۲۰۰۲)
- داستان کوسه (۲۰۰۴)
- خانواده (فیلم ۲۰۱۳) (۲۰۱۳)
- زوتوپیا (۲۰۱۶)
- قطار پول (فیلم) (۱۹۹۵)
- هفت‌تیر (فیلم ۲۰۰۵) (۲۰۰۵)
- ممکن است برای تو هم اتفاق بیفتد (فیلم) (۱۹۹۴)
- در خدمت سارا (۲۰۰۲)
- تابستان جزیره استاتن (۲۰۱۴)
- کیک تولد (۲۰۲۱)
- سریال سوپرانوز (۲۰۰۰-۲۰۰۷)